# Deklaracija o osudi Narodne skupštine Republike Srbije zbog miješanja u unutarnje stvari Republike Hrvatske
Deklaraciju o osudi Narodne skupštine Republike Srbije zbog miješanja u unutarnje stvari Republike Hrvatske donio je Hrvatski sabor na temelju članka 2. Ustava Republike Hrvatske i članka 6. Ustavnog zakona za provedbu Ustava Republike Hrvatske na zajedničkoj sjednici svih vijeća 17. travnja 1991., oštro prosvjedujući protiv Deklaracije Narodne skupštine Republike Srbije od 2. travnja 1991. o mirnom rješavanju jugoslavenske krize, protiv građanskog rata i nasilja, - podržavajući i u cijelosti odobravajući Izjavu Predsjedništva Sabora Republike Hrvatske od 8. travnja 1991. o toj deklaraciji, - radi zaštite suvereniteta, cjelovitosti, jedinstvenosti i neovisnosti Republike Hrvatske.